# Distrito de Bhind
Bhind es un distrito de la India situado en el estado de Madhya Pradesh. Según el censo de 2011, tiene una población de 1 703 055 habitantes.
Comprende una superficie de 4459 km².
El centro administrativo es la ciudad de Bhind.

## Demografía
Según el censo de 2011 tiene una población total de 1 703 055 habitantes, de los cuales 776 162 son mujeres y 926 843 son hombres.